# Club Kids
Les Club Kids sont à la fois un mouvement de jeunes, punk et queer de club de New York se déroulant de la fin des années 1980 jusqu'au milieu des années 1990 qui a fortement influencé la culture drag et LGBT ainsi que les artistes drag dans le monde des années 2010 et 2020 qui reprennent cette esthétique sans pour autant être affiliés au mouvement initial.

## Histoire
Michael Alig (en), alors barman au club Danceria de New York, se fait remarquer par le propriétaire Peter Gatien qui lui propose d'organiser des soirées au Limelight, une ancienne église désacralisée et réhabilitée : il fonde ainsi la Disco 2000 aux côtés de James St. James (en) et DJ Keoki, son amant de l'époque. Rapidement, le moment fort de la Disco 2000 est le Hot Bodies Contest, animée par les artistes drag Larry Tee et Lahoma Van Zandt, concours de défis et de strip-tease sur scène.

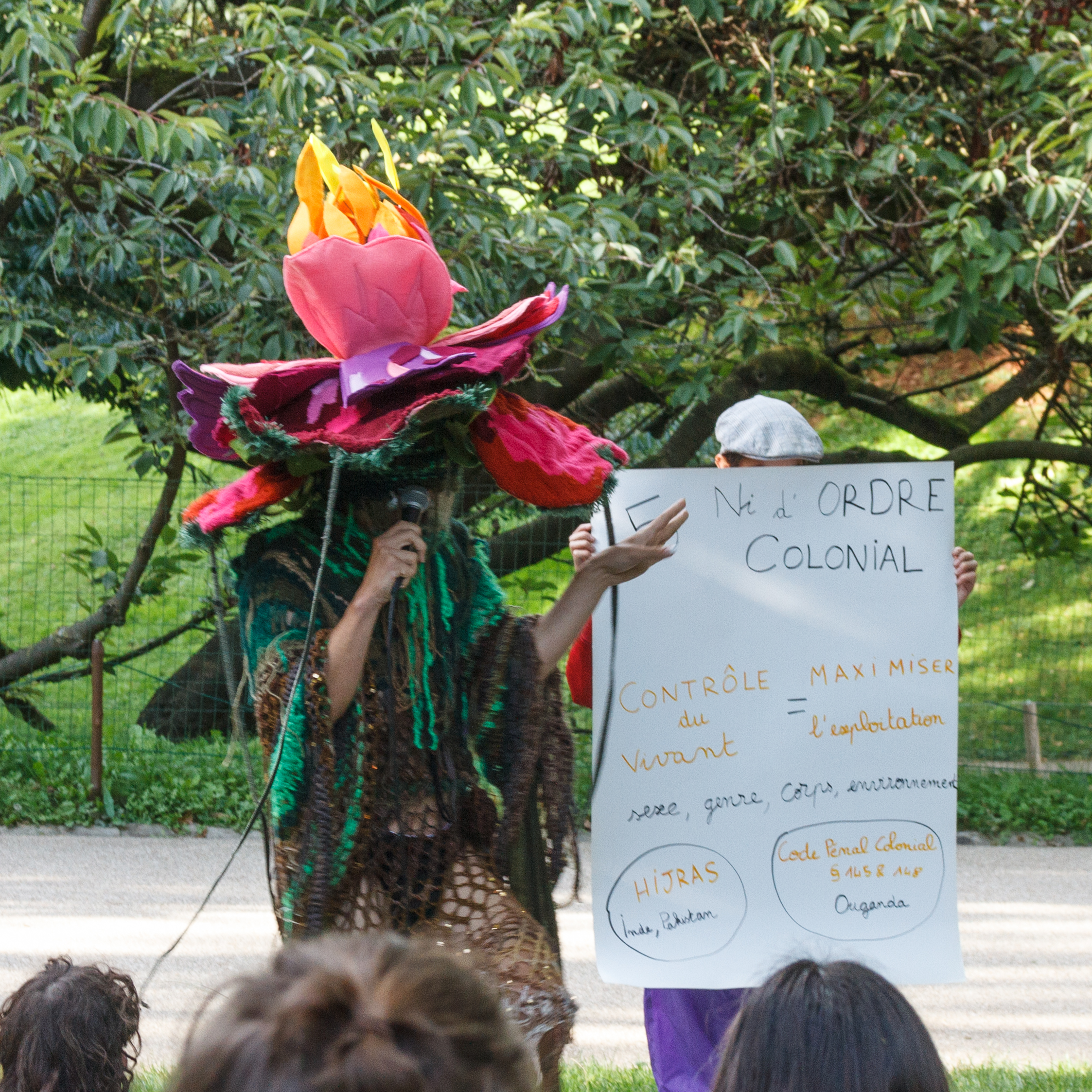
Symte Biose, club kid de France, en 2024

À partir des années 2010, l'esthétique Club Kids est repris par des artistes drag, qui visent à incarner non pas un personnage genré comme c'est le cas pour les drag queens et drag kings, mais être une sculpture vivante,. 

## Style
Le public de la Disco 2000 est composé de jeunes queers vivant en bande dans le Chelsea Hotel et l'Hotel 17. Ils développent un style punk, do it yourself, dont l'esthétique outrageuse, en particulier dans le maquillage, est une manière de se distinguer des codes de la jet set qui fréquente le Studio 54. L'arrivée de MAC Cosmetics, qui propose des produits aux couleurs vives à prix accessibles, est fortement liée au mouvement des Club Kids.
Pour Marion Mhkzo Cazaux, l'esthétique Club Kid est aussi fortement liée à la nostalgie et à l'enfance.

## Postérité
Le film Party Monster avec Macaulay Culkin sorti en 2003 se base sur l'histoire de ce mouvement qui lui-même s'inspire du livre autobiographique Disco Bloodbath écrit par James St James racontant leurs expériences sur cette période.